# 遠東第2方面軍
远东第2方面军（俄语：2-й Дальневосточный фронт），是第二次世界大战时期苏联的一个方面军，是苏联在远东的一个战役军团。远东第2方面军于1945年8月5日在原远东方面军的基础上组建，参加了苏日战争，是苏日战争苏军北部战略方向上的主要作战力量之一。1945年10月1日，以该部为基础，调整组建了远东军区。

## 历史

苏日战争战略态势图，远东第2方面军在满洲东部承担作战任务。

组建初期，苏军远东第2方面军在满洲北部方向上所针对的主要目标是日军驻扎在满洲、萨哈林和千岛群岛的第1方面军的第4军和第5军。远东第2方面军在整场战争中担任助攻任务，助攻正面宽度达2000公里，纵深达220至250公里。其主要目标是自松花江沿线向哈尔滨和佳木斯方向实施主要突击。
1945年8月9日凌晨，苏军东线部队在未经过火力准备的情况下，快速越过黑龙江和乌苏里江，瓦解了日军抵抗力量，向东北平原腹地快速推进。8月15日，红旗第2集团军已跨越小兴安岭，进入佳木斯以北地区，并重创了日军第4、5军一部。8月20日，苏军第15集团军占领了哈尔滨。同日，红旗第2集团军进至科洛屯和龙镇地域；第15集团军进至三姓屯地域；而在饶河方向作战的独立步兵第5军进入了黑龙江省勃利县。苏联在这些地区未受到日军的有效抵抗，顺利占领了满洲东北部和朝鲜北部的部分地区。与此同时，日本部队开始向苏军大规模投降，包括第10航空集团军在内的苏军航空部队使用空降等手段快速夺取预定占领的关键目标。
8月11日，苏联第16集团军在红海军北太平洋区舰队的协同下开始对萨哈林岛发起进攻。至25日，苏军已控制日本在该岛的行政中心。到9月初，驻岛日军放弃了抵抗，宣布投降。与此同时，由第101步兵师组成的行动集团亦占领了千岛群岛。但由于苏联在萨哈林地区战役进展缓慢，从而使夺取北海道的计划未能实施。
1945年10月1日，根据最高统帅部大本营1945年9月10日的决定，解散远东第2方面军，并以该方面军为基础调整组建远东军区。

## 编制

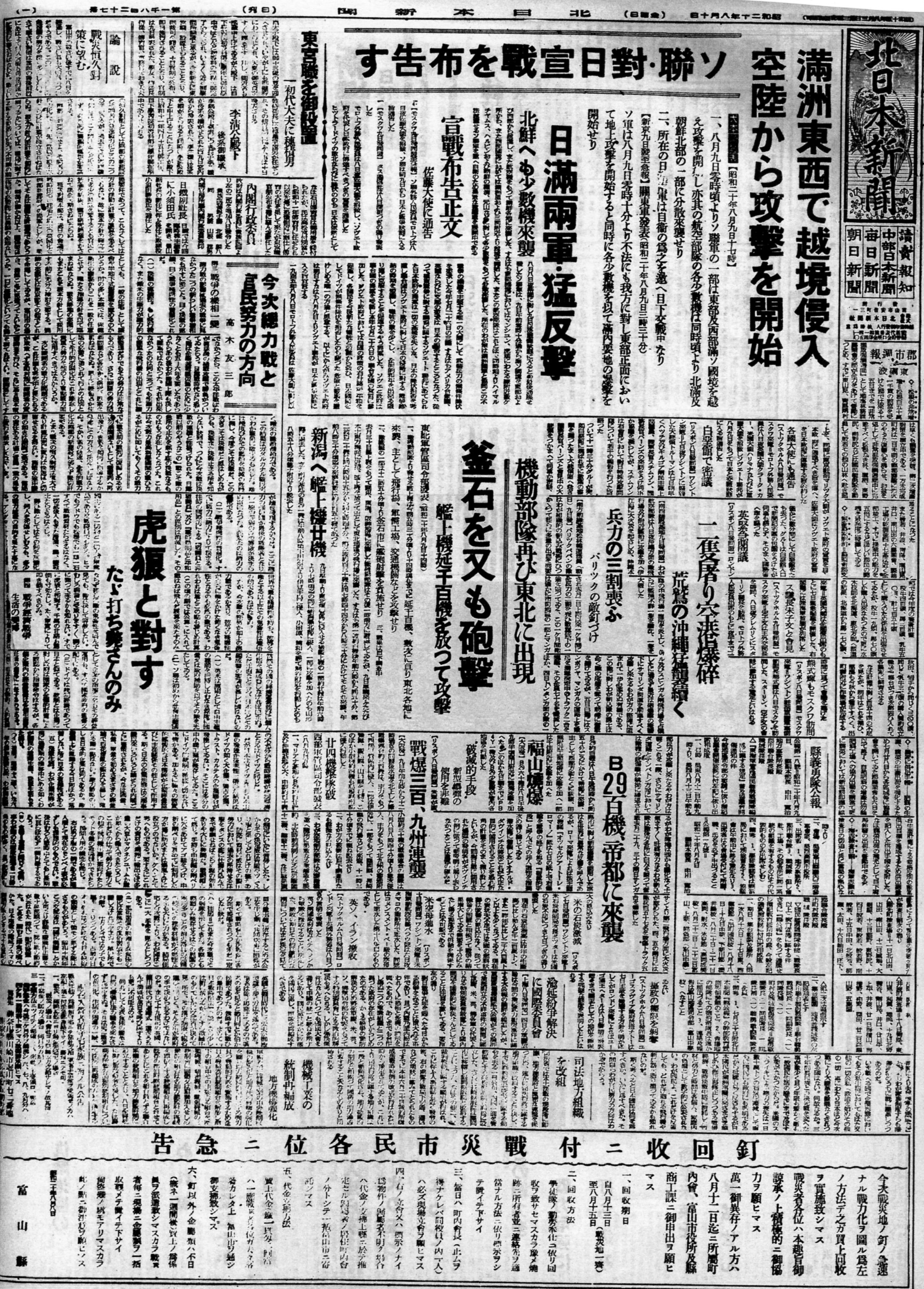
1945年8月10日，苏联对日宣战当天的《北日本新闻》头版消息。

作为远东方向的主要作战力量，远东第2方面军地面部队总计2个步兵军、11个步兵师、4个步兵旅、5个独立步兵团、5个堡垒地域部队、8个坦克旅、10个独立装甲列车营和坦克营。堪察加防御地域部队作为方面军的总预备队，留守在苏联境内。截至1945年8月9日，远东第2方面军下辖：
- 诸兵种合成红旗第2集团军（英语：2nd Red Banner Army）[5]
- 独立步兵第5军（英语：5th Rifle Corps）[5]
- 诸兵种合成第15集团军（英语：15th Army (Soviet Union)）[5]：军事委员叶夫多基姆·叶戈罗维奇·马利采夫
- 诸兵种合成第16集团军（英语：16th Army (Soviet Union)）[5]
- 空军第10集团军（俄语：10-я воздушная армия (СССР)）[5]司令帕维尔·费奥多罗维奇·日加列夫空军上将
- 阿穆尔河沿岸防空集团军[4]
- 堪察加防御地域[5]
  - 第101步兵师（英语：101st Rifle Division (Soviet Union)）
  - 第198步兵团
  - 第5步兵营
  - 第7步兵营
- 阿穆尔河区舰队[5]
- 北太平洋区舰队[5]

## 指挥官
| 远东第2方面军司令员 1. 马克西姆·阿列克谢耶维奇·普尔卡耶夫 大将（1945年8月5日 — 10月1日） 远东第2方面军军事委员会委员 1. 德米特里·谢尔盖耶维奇·列昂诺夫 中将（1945年8月5日 — 10月1日） | 远东第2方面军参谋长 1. 费奥多尔·伊万诺维奇·舍甫琴柯 中将（1945年8月5日 — 10月1日） 远东第2方面军前线炮兵司令员 1. 米哈伊尔·安特耶维奇·帕西尔戈夫 炮兵中将（1945年8月5日 — 10月1日） |